# ゼノサーガ エピソードII［善悪の彼岸］
『ゼノサーガ エピソードII［善悪の彼岸］』（ゼノサーガ エピソード ツー ぜんあくのひがん）は、モノリスソフトが制作、 ナムコが2004年6月24日に発売したPlayStation 2用ロールプレイングゲーム。
ゼノサーガシリーズの第2作目にあたる。CEROレーティング12歳以上対象。

## 概要
本作はゼノサーガシリーズの第2作目にあたり、前作である『ゼノサーガ エピソードI［力への意志］』の直接的な続編にあたる。
前作からメインスタッフのほとんどが変更されている。『ゼノギアス』、『ゼノサーガエピソードI』で監督、脚本を務めた高橋哲哉は原案に退き、監督はマップデザイナーだった新井考、脚本は『アークザラッドII』や『FRONT MISSION3』等を担当した米坂典彦が務めている。またゼノギアスからシリーズの音楽を担当していた光田康典、キャラクターデザイン・イラスト担当の田中久仁彦らもスタッフから外れている。田中は、当初エピソードIIもイメージイラストの担当をする予定だったが、麦谷興一やモノリスソフト社内スタッフによるイラストに変更となった。田中は「キャラクターイラストレーション」としてクレジットされているが、エピソードIIにあたって新規に書き下ろされたイラストは存在せず、田中のホームページのWORKS（職歴）の項目にも本作についての関わり合いは記載されていない。
このスタッフ刷新により、キャラクターデザインやゲームシステムが大きく変化している。また、IとIIを分けたことでシナリオに若干の齟齬が生まれたため、2006年に二つのエピソードのシナリオ統一を図ったニンテンドーDS用ソフト『ゼノサーガI・II』が発売されている。
限定プレミアムボックスには主要キャラであるKOS-MOSのフィギュアが同梱されたが、その造形からインターネット上で「邪神モッコス」を呼ばれ、一種のネットミームと化した。詳細はKOS-MOSの記事を参照。

## システム
戦闘は『ゼノギアス』からの伝統であった必殺技を廃し、「上段」「下段」「空中」の属性の概念を組み合わせて戦う形式となった。敵毎に弱点の属性の組み合わせが異なり、これを上手く突いた上で「ブースト」で仲間に繋げる事でコンボを叩き込み、一気に畳み掛ける事が効率的な戦い方となる。ただし、敵の弱点を突いたりターンを消費して貯める「ストック」と、前作同様のブーストゲージが必要であり、さらに事前に敵の弱点を調べておく必要もあり、コンボに要する手順は多い。コンボを主軸とする関係上、味方の攻撃は低威力で単発では実用性に乏しく、その一方でコンボの概念の無い敵は開幕から容赦なく攻めてくるため、効率的に敵を排除するには、戦闘の度に敵の攻撃に耐えながらコンボの準備を行う必要が生じる。
今作より登場した搭乗型ロボット「E.S.」に搭乗するシーンも存在し、バトルだけではなく『ゼノギアス』のようにロボットで探索するダンジョンも登場した。ただし、『ゼノギアス』と違って指定のポイント以外での乗降は出来ず、また、前作までと異なりチューンナップも不可能で生身同様のレベルアップ方式で強化していく。
その他、システム面ではアイテムの売買が可能なショップが廃止された事で、消費アイテムは全て敵が落とすか宝箱から入手するしかなくなった。また、武器や防具の概念も廃止され、代わりにパラメーターを変動させる「スキル」を装備する形式となった。回復はセーブポイントでは無条件に可能となっている。ミニゲームは無くなり、メール閲覧や用語集が参照できた「U.M.N」へのアクセスも不可能になった。

## ストーリー
- 旧ミルチア市街地
- 第二ミルチア - クーカイ・ファウンデーション
- モモ深層領域
- 曙光
- オルムス機動要塞
- ラビュリントス
- オメガシステム
- 局所事象変移 - エンディング

## 兵器
A.G.W.S.（エイグス）
Anti Gnosis Weapon System（アンチ・グノーシス・ウェポンシステム。対グノーシス用戦闘兵器体系）の略。対グノーシス用の人型兵器。
A.M.W.S.（エイムス）
Assault Maneuver Weapon System（アサルト・マニューバー・ウェポンシステム。強襲用機動兵器体系）の略。A.M.W.S.を小型化、対グノーシス戦闘用に改良したものがA.G.W.Sである。
E.S.（イー・エス）
Ein Sof（エイン・ソフ。神なるモノ）の略。アニマの器に外装を取り付けることによって人型兵器として利用した姿。その性能はA.M.W.S.などよりはるかに高い。

## 用語
U.M.N.（ユー・エヌ・エム）
Unus Mundus Network（ウーヌス・ムンドゥス・ネットワーク）の略。全宇宙を結ぶ超広域の情報ネットワーク。虚数領域を利用した通信方法でコラム間のゲートジャンプなどもこのシステムを利用している。物質の転送は問題なく実行できるが、生物（意識を持つもの）を転送した場合転送先で死んでいる、もしくはなんらかの精神異常を持った状態で転送される。ネピリムは唯一虚数領域内で精神異常をきたさず存在している。
U.R.T.V.（ユー・アール・ティー・ブイ）
U-DO Retro Virusの略。ウ・ドゥが発生させる波形の対位相の思念波を発生できるよう遺伝子操作された人工培養児。ガイナン・クーカイ、Jr.、アルベドなどがこれにあたる。
アニマの器
ゾハルから直接エネルギーを受け取るプラットフォームのようなもので、その実態はケイオスの力そのものである。
ウ・ドゥ
上位領域に当たる波動存在。ゾハルやアベルを使い下位領域がなぜ勝手に崩壊しているのかを観察している。
グノーシス
ミルチア紛争後に多数発生するようになった謎の生物。人間を襲う。大きさは数メートルから数万キロにまでおよび、生息数は最低でも数百億であろうとされている。戦場でよく白亜に輝く巨大宇宙船型の物体が目撃されていることから、「巡礼船団」の異名を持つ。
ジグラットシリーズ
ジグラット・インダストリー製のサイボーグ。ジギーはジグラット8にあたるジグラットシリーズ最後のサイボーグ。
ゾハル
4000年前地球の遺跡より発掘された。ウ・ドゥが下位領域を調査するために作った端末。ゾハル自体はエネルギーを生み出す機関ではなくその先にあるウ・ドゥと接続する事でウ・ドゥからエネルギーを流し受け取ることができる。しかし人はまだこのエネルギーをうまく使えておらず局所事象変異などの事故を起こしている。
レアリエン
人間によって作り出された合成人間。最低限の人権を認められている。
ロスト・エルサレム
人類発祥の地である地球のこと。現在は所在不明になっている。

## 製作スタッフ
- ディレクター：新井考
- 原案・監修：高橋哲哉
- 脚本：米坂典彦
- 音楽：梶浦由記
- プロデューサー：萩原智洋
- エグゼクティブプロデューサー : 杉浦博英

## 開発・評価
後年、高橋は本作の評価が低かった事を認めている。本作は、不夜城のような開発状況であった前作の反動から、社内が「限られた期間と予算の中でできることをしよう」という雰囲気に流れた中での開発となったとのこと。結果として様々な部分が間引かれて完成し、不夜城化することもなく予算内で作り終えることができたが、発売後のプレイヤーの反応は「大変なこと」になってしまった。
それを受けて「このやり方は間違っていて，変えなきゃいけないものなんだ」と再び方向転換を図ったものの、既に開発が始まっていた続編の『ゼノサーガ エピソードIII［ツァラトゥストラはかく語りき］』では最後まで舵を切り直すことができなかったと語っている。